# Nokia X7-00
Nokia X7-00 је Symbian^3 паметни телефон из серије Nokia Xseries. То је први Xseries телефон са Nokia-ином платформом Symbian^3 и испоручен је са Anna ажурирањем. Такође је наследник X6, претходног мултимедијалног телефона са екраном осетљивим на додир, са сличним карактеристикама и спецификацијама у серији. X7-00 је најављен 12. априла 2011,  заједно са телефоном Nokia Е6 . 

## Карактеристике
- WCDMA
- Величина: 119,7 × 62,8 × 11,9 mm
- Екран: 4,0 инча; AMOLED, 16 милиона боја.
- Резолуција екрана: 640x360 пиксела (184ppi)
- Капацитивни екран осетљив на додир отпоран на огреботине
- Интегрисани и помоћни GPS
- Бежични LAN (Wi-Fi)

## Остале услуге, функције или апликације
- Календар, Контакти, Музички плејер, Интернет, Размена порука, Фотографије, Видео записи, Веб ТВ, Прегледачи Offic докумената, Пошта и Pадио
- OVI услуге: Ovi продавница, Ovi мапа, Nokia Ovi suite, Nokia Ovi Player

### Радна времена
- Време разговора: До 6 сати 30 минута
- Време приправности: До 450 сати
- Репродукција музике: До 50 сати
- Репродукција видео записа: До 20 сати